# Чемпионат Европы по лёгкой атлетике 2024 — смешанная эстафета 4×400 метров
Соревнования в смешанной эстафете 4×400 метров на чемпионате Европы по лёгкой атлетике 2024 года прошли 7 июня в Риме (Италия) на Олимпийском стадионе.
Дисциплина состоялась в рамках чемпионатов Европы по лёгкой атлетике впервые.

## Призёры
| Золото                                                                                        | Серебро                                                                              | Бронза                                                                                         |
| Ирландия · Кристофер О’Доннелл (м) · Расидат Аделеке (ж) · Томас Барр (м) · Шарлен Модсли (ж) | Италия · Лука Сито (м) · Анна Полинари (ж) · Эдоардо Скотти (м) · Аличе Манджоне (ж) | Нидерланды · Лимарвин Боневасия (м) · Лике Клавер (ж) · Исайя Клейн-Иккинк (м) · Фемке Бол (ж) |

## Рекорды
До начала соревнований действующими были следующие рекорды.
| Мировой рекорд                   | США · Джастин Робинсон (м) · Рози Эффионг (ж) · Мэттью Болинг (м) · Алексис Холмс (ж)                    | 3:08.80 | Будапешт (Венгрия)         | 19 августа 2023 |
| Рекорд Европы                    | Польша · Кароль Залевский (м) · Наталья Качмарек (ж) · Юстина Свенти-Эрсетиц (ж) · Каетан Душиньский (м) | 3:09.87 | Токио (Япония)             | 31 июля 2021    |
| Лучший результат сезона в мире   | США · Мэттью Болинг (м) · Линна Ирби-Джексон (ж) · Уиллингтон Райт (м) · Кендалл Эллис (ж)               | 3:10.73 | Нассау (Багамские Острова) | 5 мая 2024      |
| Лучший результат сезона в Европе | Нидерланды · Исайя Бурс (м) · Лике Клавер (ж) · Исайя Клейн-Иккинк (м) · Фемке Бол (ж)                   | 3:11.45 | Нассау (Багамские Острова) | 5 мая 2024      |

## Отбор на чемпионат Европы
К соревнованиям были допущены 8 сильнейших сборных Европы, определявшиеся по сумме двух лучших результатов, показанных в период с 1 января 2023 года по 26 мая 2024 года.

## Расписание
| Дата        | Время | Раунд соревнований |
| ----------- | ----- | ------------------ |
| 7 июня 2024 | 22:20 | Финал              |

Время местное (UTC+2:00)

## Результаты
Обозначения: WR — Мировой рекорд | ER — Рекорд Европы | CR — Рекорд чемпионатов Европы | NR — Национальный рекорд | WL — Лучший результат сезона в мире | EL — Лучший результат сезона в Европе | SB — Лучший результат в сезоне | DNS — Не стартовали | DNF — Не финишировали | DQ — Дисквалифицированы

Финал в смешанной эстафете 4×400 метров состоялся 7 июня 2024 года. Этапы для спортсменов разного пола были фиксированными: мужчины выступали на первом и третьем, женщины — на втором и четвёртом. Лидеры в эстафете менялись благодаря сильным индивидуальным выступлениям лидеров сборных. Расидат Аделеке пробежала второй этап за 49.53 (третье время среди всех участниц) и вывела Ирландию вперёд. После третьего отрезка на первое место переместилась Бельгия, за которую абсолютно лучший результат среди мужчин (44.16) показал Александр Дом — чемпион мира 2024 года в помещении. В борьбе за победу на последнем этапе остались Бельгия, Италия и Ирландия. Сильнейшей в этом противостоянии оказалась ирландка Шарлен Модсли, показавшая второй результат среди всех участниц (49.40). Италия завоевала серебро, а бронзовая медаль стараниями Фемке Бол досталась Нидерландам. Рекордсменка мира в помещении показала лучший женский результат (49.21) и успела отыграть большое отставание от первой тройки, имевшееся после трёх этапов.
Золото в эстафете стало четвёртым для Ирландии в истории чемпионатов Европы. Три предыдущих завоевала бегунья на средние и длинные дистанции Соня О’Салливан в 1994 и 1998 годах. Победное время 3:09.92 уступило рекорду Европы всего 0.05 секунды и заняло 6-е место в списке лучших результатов в мировой истории.
Национальные рекорды также установили сборные Италии и Бельгии.
| Место | Команда                                                                                                  | Результат | Примечания |
| ----- | --- | --------- | ---------- |
| 1     | Ирландия (Кристофер О’Доннелл (м), Расидат Аделеке (ж), Томас Барр (м), Шарлен Модсли (ж))               | 3:09.92   | NR, CR, WL |
| 2     | Италия (Лука Сито (м), Анна Полинари (ж), Эдоардо Скотти (м), Аличе Манджоне (ж))                        | 3:10.69   | NR         |
| 3     | Нидерланды (Лимарвин Боневасия (м), Лике Клавер (ж), Исайя Клейн-Иккинк (м), Фемке Бол (ж))              | 3:10.73   | SB         |
| 4     | Бельгия (Джонатан Сакур (м), Наоми ван ден Брук (ж), Александр Дом (м), Элена Понетт (ж))                | 3:11.03   | NR         |
| 5     | Великобритания (Чарли Карвелл (м), Ханна Келли (ж), Льюис Дэйви (м), Эмили Ньюнхэм (ж))                  | 3:13.97   | SB         |
| 6     | Чехия (Матей Крсек (м), Лада Вондрова (ж), Вит Мюллер (м), Барбора Маликова (ж))                         | 3:14.24   | SB         |
| 7     | Польша (Кароль Залевский (м), Марика Попович-Драпала (ж), Максимилиан Швед (м), Александра Формелля (ж)) | 3:15.32   |            |
| 8 !   | Франция (Вильфрид Аппьо (м), Сункамба Силла (ж), Мухаммед Кунта (м), Луиза Мараваль (ж))                 | DQ        | TR24.7 [a] |

a  Дисквалификация в соответствии с правилом 24.7 «Передача эстафетной палочки за пределами зоны передачи»